# Тааффе, Эдвард
Эдвард Тааффе (англ. Edward James Taaffe; 11 декабря 1921, Чикаго — 26 июля 2001, Колумбус) — американский географ, президент Ассоциации американских географов в 1971—1972 годах.

## Биография
Родился в Чикаго. Получил степень бакалавра в области журналистики и географии, после чего отправился на фронт. Служил в американских ВВС в Западной Европе в должности лейтенанта (был метеорологом). Демобилизовавшись, продолжил образование: в 1949 году получил степень магистра географии, в 1952 году стал доктором географии. В 1951—1958 годах преподавал в университете им. Лойолы в Чикаго, затем в Северо-Западном университете. В 1962 году переехал с семьёй в Коламбус, где возглавил географический факультет Университета штата Огайо, где работал до конца жизни.
В 1971—1972 годах был президентом Ассоциации американских географов, в 1982 и 1983 годах его вклад в географическую науку был отмечен наградами Ассоциации. В 1990 стал первым получателем приза Ульмана за работы в области географии транспорта. В 1974 году оставил пост главы факультета, с 1992 года до конца жизни был почётным профессором университета, продолжая публиковать результаты научных исследований и оказывать помощь коллегам.
В 1948 году Эдвард женился на Мэрилейс Данн, в семье родилось восемь детей.

## Вклад в науку
Эдвард Тааффе был одним из ярких представителей школы пространственного анализа, возникшей после «количественной революции» конца 1950-х. Наиболее значителен вклад Тааффе в географию транспорта, в рамках которой им широко использовались математические модели эволюционного развития транспортных систем. В частности, именно Тааффе впервые продемонстрировал, что в транспортной сети сначала нарастает связность (для её оценки использовалась теория графов), а только затем происходит дифференциация на центральные и периферийные элементы в зависимости от их мощности. В 1952 году впервые в американской географии был изучен хинтерланд чикагского авиаузла (по аналогии с этим исследованием в дальнейшем было проведено большое количество работ по изучение разнообразных зон тяготения крупных городов). Книга Тааффе «География транспорта» (1973, переиздана в 1996 году) до сих пор является одной из основных работ одноимённого научного направления.

## Сочинения
- The Peripheral Journey to Work: A Geographic Consideratian, 1963.
- Transport Expansion in Unverdeveloped Countries, Geographical Review, 1963.
- Geography of Transportation, Prentice-Hall, 1973.
- The Spatial View in Context, AAG Presidential Address, Annals AAG, 1974.